# Jacques-Pierre Amée
Jacques-Pierre Amée (* 19. Juni 1953 in Dakar, Französisch-Westafrika (heute Senegal)) ist ein französisch-kanadisch-schweizerischer Maler und Schriftsteller.

## Auszeichnungen
- 2013: Werkbeitrag der Stiftung Pro Helvetia

## Werke

### Romane
- Le Butor étoilé. Infolio, Gollion 2008, ISBN 978-2-88474-881-0.
- Le ciel est plein de pierres. Infolio, Gollion 2011, ISBN 978-2-88474-888-9.
- Comme homme. Infolio, Gollion 2016, ISBN 978-2-88474-949-7.

### Lyrik
- Hébuternes. Paris 1975.
- Malmener les oiseaux. Marseille 1996.
- L’Intérieur des figures. Vaux-sur-Seine 1997.
- La course, le saut. 1998.
- L’Illinois. Yverdon-les-Bains 2003.
- Arbre debout, arbre coupé. Neuchâtel 2005.
- Main fait nid. Neuchâtel 2007.
- Cœur battant beaucoup trop fort. 2008.
- Ah quel chemin te fête. 2009.
- Que carriole. 2009.
- Aucun ciel. 2010.
- Gouache rouge. 2014.
- Cet ours est sourd. 2015.

### Drama
- Tratratra, Hippop et le chat qui sort du sac. 2012.